# Institut supérieur de statistique de Lubumbashi
 (janvier 2024).
Si vous disposez d'ouvrages ou d'articles de référence ou si vous connaissez des sites web de qualité traitant du thème abordé ici, merci de compléter l'article en donnant les références utiles à sa vérifiabilité et en les liant à la section « Notes et références ».
L'Institut supérieur de statistiques de Lubumbashi est une institution d'enseignement supérieur située sur 1559, Boulevard Lumumba, à Lubumbashi.

## Historique
L'institut supérieur de statistique de Lubumbashi (souvent abrégé en I.S.S., ISS-Lubumbashi, ISS/L'shi ou encore ISSL), est un établissement public francophone d'enseignement supérieur en  République démocratique du Congo ayant le statut d'institut supérieur technique (I.S.T), établi à Lubumbashi dans la province du Haut-Katanga.

## Objectif
L'objectif de l'Institut est de former des cadres supérieurs aptes à la profession et à la recherche dans les sciences et techniques appliquées à la gestion.

## Mission
Sa mission est triple:
- l'I.S.S forme des cadres supérieurs spécialisés dans les domaines de la statistique, de l'informatique de gestion, des sciences commerciales et financières, et de la démographie appliquée ;
- il organise la recherche scientifique sur l'adaptation des méthodes mathématiques, des méthodes et technologies informatiques et des théories et méthodes économiques aux problématiques de gestion des organisations ;
- à travers ses formations et ses projets de recherche, l'I.S.S propose divers services au public.

## Organisation de l'enseignement
Le personnel enseignant est d'une grande diversité, ce qui contribue à la formation des étudiants. Il compte :
- 64 enseignants à temps plein parmi lesquels: 2 professeurs, 2 professeurs associés, 18 chefs de travaux, 36 assistants, 1 chargé de pratique professionnelle et 3 bibliothécaires ;
- 59 enseignants à temps partiel parmi lesquels: 3 professeurs ordinaires, 4 professeurs, 11 professeurs associés, 13 chefs de travaux, 5 assistants et 23 professionnels chargés de cours[2],[3].

## Statistiques des diplômes accordés
De 1973 à 2016, dans les différentes filières de formation, l'I.S.S a produit des cadres soit gradués c'est-à-dire de niveau Bac + 2 ou licenciés, de niveau Bac + 4, comme suit :
- Nombre d'élèves gradués : 
  - 1 917 en statistique ;
  - 3 915 en informatique de gestion ;
  - 2 027 en sciences commerciales et financières ;
  - 121 en démographie appliquée.

- Nombre d'élèves licenciés :
  - 933 en statistique ;
  - 1 056 en informatique de gestion ;
  - 733 en sciences commerciales et financières ;
  - 41 en émographie appliquée[1].